# Agence Science-Presse
L'Agence Science-Presse est une agence de presse québécoise fondée le 21 novembre 1978 afin d'alimenter les médias sur les sujets scientifiques et technologiques.
Entreprise à but non lucratif, elle est la seule agence de presse scientifique au Canada et la seule de toute la francophonie qui s'adresse aux grands médias plutôt qu'aux entreprises,.
La principale publication de l'agence a longtemps été le bulletin Hebdo-Science et technologie qui paraît chaque semaine. Les médias abonnés peuvent en réutiliser l'ensemble du contenu, qui consiste en des articles journalistiques et des brèves sur différents sujets à teneur scientifique.

## Le Détecteur de rumeurs
Le Détecteur de rumeurs est une rubrique de vérification des faits animée par l’Agence Science-Presse depuis 2016. Sa mission est de déboulonner les informations douteuses qui circulent dans l’espace public à l’aide de données probantes et d’aider les citoyens à départager le vrai du faux en partageant avec eux les astuces des journalistes scientifiques qui écrivent pour cette rubrique. 
Au-delà des textes de vérification des faits, le Détecteur de rumeurs propose aussi un volet éducatif, axé notamment sur l’information scientifique, qui comporte des textes, des infographies, des vidéos, des conférences et des ateliers pour les jeunes, les enseignants, les bibliothécaires et le grand public.

## Contexte
La science figure rarement parmi les priorités des grands médias,, ce qui fait que l'Agence Science-Presse a toujours évolué dans un contexte difficile.

### Historique
Au printemps 1978, trois Québécois, soit Gilles Provost, Jean-Marc Gagnon et Claude Hamel, se présentent à une réunion, à Ottawa, où on planifie la création d'un magazine scientifique pan-canadien, devant comprendre une version anglophone et une version francophone. Soutenant qu'un tel magazine existe déjà en français, au Québec, sous le nom de Québec Science, et qu'on ne souhaite pas lui faire compétition, le trio suggère qu'il vaudrait mieux créer un magazine en anglais, d'une part, et quelque chose d'autre en français d'autre part. Une partie des fonds prévus est donc allouée à la création de cette autre formule, qui deviendra l'Agence Science-Presse. 
Au fil du temps, l'Agence a produit des bulletins pour les radios abonnées, des chroniques pour des journaux quotidiens comme Le Journal de Montréal et La Presse, une émission de télévision dans les années 1980 et une autre, baptisée Eureka, en 2007, des recherches pour des émissions scientifiques comme Z=MC2 (canal Z) et elle a contribué à la rédaction d'ouvrages de nature encyclopédique ou scolaire. L'Agence a également publié des livres de vulgarisation, dont une trilogie à l'occasion de son 25e anniversaire (2003). Depuis 2019, elle coproduit avec Savoir média la série Anatomie des fausses nouvelles, animée par la journaliste Eve Beaudin.

## Une agence sur Internet
Sur le web, l'agence use d'abondants hyperliens externes : là où beaucoup de médias ont choisi la stratégie de retenir le plus longtemps possible les visiteurs sur leur propre site par des hyperliens internes, l'ASP adopte une stratégie inverse (revues de presse et liens à l'intérieur même des articles journalistiques). 
Le premier directeur général de l'Agence a été Félix Maltais, qui a occupé ce poste de 1978 à 1994. C'est lui qui, en septembre 1979, a lancé une chronique hebdomadaire pour jeunes : cette chronique est devenue en 1982 un petit bulletin, Je me petit-débrouille, premier numéro de ce qui est aujourd'hui le magazine pour 9-13 ans Les Débrouillards. L'Agence a également été dirigée par Michel Marsolais (1994-1996) et Pascal Lapointe (1996-2006). La directrice actuelle est Josée Nadia Drouin.